# Superliga 2016-2017 (Serbia)
La SuperLiga 2016-2017 (detta anche Jelen SuperLiga per motivi di sponsorizzazione) è stata l'undicesima edizione della massima serie del campionato serbo di calcio. La stagione è iniziata il 22 luglio 2016 ed è terminata il 21 maggio 2017. Il Partizan ha vinto il titolo per l'ottava volta.

## Stagione

### Regolamento
Il format del campionato resta invariato rispetto all'anno precedente. Il classico girone all'italiana servirà soltanto a dividere le squadre in due fasi successive. Le classificate dal 1º all'8º posto si giocheranno nella poule scudetto il titolo di campione e i piazzamenti UEFA, mentre quelle dal 9° al 16° la salvezza. Le ultime due retrocedono direttamente.
La squadra campione di Serbia è ammessa al secondo turno di qualificazione della UEFA Champions League 2017-2018.

La seconda e la terza classificata sono ammesse al primo turno di qualificazione della UEFA Europa League 2017-2018.

Le ultime due retrocedono in seconda divisione.

## Squadre partecipanti
| Club              | Città            | Stadio                      | Posizione 2015-2016    |
| ----------------- | ---------------- | --------------------------- | ---------------------- |
| Bačka B. Palanka  | Bačka Palanka    | Stadion Slavko Maletin Vava | 2º posto in Prva Liga  |
| Borac Čačak       | Čačak            | Čačak Stadium               | 6º posto in Superliga  |
| Čukarički         | Belgrado         | Čukarički                   | 3º posto in Superliga  |
| Javor Ivanjica    | Ivanjica         | Ivanjica                    | 10º posto in Prva Liga |
| Napredak Kruševac | Kruševac         | Stadion Mladost             | 1º posto in Prva Liga  |
| Mladost Lučani    | Lučani           | Stadion Mladost             | 11º posto in Superliga |
| Metalac           | Gornji Milanovac | Despotovice                 | 13º posto in Superliga |
| Novi Pazar        | Novi Pazar       | Gradski                     | 12º posto in Superliga |
| Partizan          | Belgrado         | Partizan                    | 2º posto in Superliga  |
| Rad Belgrado      | Belgrado         | Kralj Petar I               | 14º posto in Superliga |
| Radnik Surdulica  | Surdulica        | City Stadium                | 7º posto in Superliga  |
| Radnički Niš      | Niš              | Čair                        | 5º posto in Superliga  |
| Spartak Subotica  | Subotica         | Subotica                    | 9º posto in Superliga  |
| Stella Rossa      | Belgrado         | Marakana                    | Campione di Serbia     |
| Vojvodina         | Novi Sad         | Karađorđe                   | 4º posto in Superliga  |
| Voždovac          | Belgrado         | Voždovac                    | 8º posto in Superliga  |

## Prima fase

### Classifica finale
|  | Pos. | Squadra           | Pt | G  | V  | N | P  | GF | GS | DR  |
|  | ---- | ----------------- | -- | -- | -- | - | -- | -- | -- | --- |
|  | 1.   | Stella Rossa      | 79 | 30 | 25 | 4 | 1  | 75 | 25 | +50 |
|  | 2.   | Partizan          | 73 | 30 | 23 | 4 | 3  | 59 | 17 | +42 |
|  | 3.   | Vojvodina         | 59 | 30 | 18 | 5 | 7  | 51 | 26 | +25 |
|  | 4.   | Napredak Kruševac | 52 | 30 | 15 | 7 | 8  | 35 | 23 | +12 |
|  | 5.   | Mladost Lučani    | 48 | 30 | 14 | 6 | 10 | 35 | 29 | +6  |
|  | 6.   | Radnički Niš      | 44 | 30 | 12 | 8 | 10 | 37 | 36 | +1  |
|  | 7.   | Voždovac          | 43 | 30 | 13 | 4 | 13 | 35 | 38 | -3  |
|  | 8.   | Javor Ivanjica    | 42 | 30 | 11 | 9 | 10 | 32 | 37 | -5  |
|  | 9.   | Čukarički         | 40 | 30 | 11 | 7 | 12 | 40 | 42 | -2  |
|  | 10.  | Spartak Subotica  | 38 | 30 | 10 | 8 | 12 | 38 | 47 | -9  |
|  | 11.  | Rad Belgrado      | 35 | 30 | 9  | 8 | 13 | 23 | 37 | -15 |
|  | 12.  | Bačka B. Palanka  | 27 | 30 | 8  | 3 | 19 | 17 | 37 | -20 |
|  | 13.  | Metalac           | 27 | 30 | 6  | 9 | 15 | 20 | 34 | -14 |
|  | 14.  | Radnik Surdulica  | 25 | 30 | 6  | 7 | 17 | 24 | 42 | -18 |
|  | 15.  | Novi Pazar        | 20 | 30 | 5  | 5 | 20 | 22 | 53 | -31 |
|  | 16.  | Borac Čačak       | 18 | 30 | 4  | 6 | 20 | 22 | 45 | -23 |

Legenda:
      Ammessa alla poule scudetto
      Ammessa alla poule retrocessione
Note:
Tre punti a vittoria, uno a pareggio, zero a sconfitta.